# Hieronymus von Colloredo
Hieronymus Franz de Paula Josef, conde Colloredo von Wallsee und Melz (Viena, 31 de maio de 1732 – Viena, 20 de maio de 1812) foi um Príncipe-Bispo de Gurk de 1761 até 1772 e Príncipe-Arcebispo de Salzburgo de 1772 até 1803, quando o Arcebispado foi secularizado. É mais lembrado por ter sido o patrão de Mozart.